# Séléka
Die Séléka (Sango für Allianz) war eine Koalition mehrerer Rebellengruppen in der Zentralafrikanischen Republik. Sie konstituierte sich im August 2012 aus der Union des forces démocratiques pour le rassemblement (UFDR) und der Convention des patriotes pour la justice et la paix (CPJP). Die Milizen schlossen im Januar 2013 Friedensvereinbarungen mit der Regierung, warfen ihr jedoch später vor, das Abkommen nicht eingehalten zu haben. Im März 2013 putschten sie gegen die Regierung des Präsidenten François Bozizé, der ins Ausland floh. Einer der Anführer von Séléka, Michel Djotodia, erklärte sich zum Präsidenten und versuchte die Milizen aufzulösen. Viele der Rebellen verweigerten jedoch eine Entwaffnung, was unter anderem Plünderungen durch die nicht aufgelösten Milizen im Land zur Folge hatte. Auch seit dem Putsch gibt es weiterhin Gefechte zwischen verschiedenen bewaffneten Gruppen. Die Mitglieder der Séléka sind zum Großteil Muslime.
Aus der Séléka gingen verschiedene Nachfolgegruppen hervor, darunter die Unité pour la paix en Centrafrique (UPC) und die Mouvement patriotique pour la Centrafrique (MPC).
Im Oktober 2021 wird vor dem Internationalen Strafgerichtshof (IStGH) eine Anhörung zur Anklageerhebung gegen den Ex-Seleka-Milizionär Mahamat Saïd eröffnet. Dieser ehemalige Milizionär wird der Verbrechen gegen die Menschlichkeit und der Kriegsverbrechen der Jahre 2013 und 2014 verdächtigt. Dies ist das erste Mal, dass ein ehemaliges Mitglied der Seleka den Richtern des Gerichtshofs gegenübersteht.

## Offensive von Dezember 2012 bis Januar 2013
In einem Schreiben vom 12. Dezember 2012 drohte die Séléka – nunmehr zusammengeschlossen mit der Convention des Patriotes pour le Salut du Kodro (CPSK) – der Regierung unter Präsident François Bozizé, der 2003 durch einen Militärputsch an die Macht gelangt war, mit einem Umsturz, sollte diese ihren Forderungen nicht nachkommen. Unter anderem wurde die Umsetzung des Friedensvertrages mit der UFDR bemängelt. Vom 10. Dezember an konnte die Séléka in den folgenden Wochen große militärische Erfolge verbuchen und immer weiter in Richtung der Hauptstadt Bangui vorrücken. Am 10. Dezember wurde Ndélé eingenommen, am 23. Dezember Bambari, am 29. Dezember Sibut.
Am 27. Dezember wandte sich Bozizé an die ehemalige Kolonialmacht Frankreich sowie an die Vereinigten Staaten von Amerika und bat um Unterstützung gegen das Vordringen der Séléka. Zu diesem Zeitpunkt waren 250 französische Soldaten in der Zentralafrikanischen Republik stationiert. Frankreich hatte bereits 2006 die Regierung beim Vorgehen gegen Aufständische mit Luftschlägen unterstützt. Der französische Präsident François Hollande erklärte am selben Tag seine Ablehnung einer Einmischung und des Schutzes der Regierung Bozizés. Die stationierten Truppen dienten dem Schutz französischer Bürger. Ca. 1200 Franzosen lebten zu dieser Zeit in der Zentralafrikanischen Republik. In den folgenden zwei Tagen entsandte Frankreich weitere ca. 150 Soldaten nach Bangui. Die USA hatten seit Ende 2011 ca. 100 Special Forces als Militärberater zur Bekämpfung der Lord’s Resistance Army in der Region stationiert, die neben der Zentralafrikanischen Republik auch in Uganda, der Demokratischen Republik Kongo und dem Südsudan operierten. Am 27. Dezember entsandten die USA ca. 50 weitere Soldaten in den Tschad. Diese sollten zur Evakuierung von US-Bürgern, insbesondere Diplomaten, aus der Zentralafrikanischen Republik eingesetzt werden.
Bei einem Treffen in Gabun am 28. Dezember verständigten sich die Vertreter der Staaten der Zentralafrikanischen Wirtschaftsgemeinschaft darauf, Truppen zur Intervention in der Zentralafrikanischen Republik zu entsenden. Daraufhin entsandten bis Anfang Januar Gabun, Kamerun und Kongo-Brazzaville je ca. 120 Soldaten. In einer Meldung vom 2. Januar 2013 sprach Reuters von mittlerweile 600 französischen Soldaten in der Republik.
Am 2. Januar 2013 gab die Séléka bekannt, vorerst nicht Bangui anzugreifen. Sie sei zu Friedensgesprächen unter Leitung der Zentralafrikanischen Wirtschaftsgemeinschaft bereit. Wie am 6. Januar bekannt wurde, erlaubte der südafrikanische Präsident Jacob Zuma Anfang Januar den Einsatz von bis zu 400 Soldaten in die Zentralafrikanische Republik. Ca. 200 Soldaten wurden bis zum 8. Januar entsandt.

## Waffenstillstand und Regierungsbeteiligung Anfang 2013
Am Abend des 7. Januars trafen Vertreter der Séléka in Libreville, Hauptstadt Gabuns und Sitz der Zentralafrikanischen Wirtschaftsgemeinschaft, zu den Verhandlungen ein. Vorsitzender der Delegation war Michel Djotodia. Am 11. Januar konnte ein provisorisches, einwöchiges Waffenstillstandsabkommen unterzeichnet werden. Neben UFDR, CPJP und CPSK führt dieses Abkommen auch die Union des forces républicaines (UFR) als Mitglied der Séléka auf. Die Séléka verzichteten auf die Forderung nach einem Rücktritt Bozizés, dafür sollte binnen jener Woche die Regierung umgebildet werden, wobei ein Oppositioneller zum Premierminister werden müsse. Am 17. Januar wurde der Menschenrechtsaktivist Nicolas Tiangaye zum Premierminister ernannt, der die weitere Regierungsbildung vornehmen sollte. Am 3. Februar gab jedoch Präsident Bozizé die Ernennung neuer Minister bekannt. Auch führende Personen der Séléka erhielten dabei Ministerposten. Mohamed Dhaffane, als Minister ausgewählter General der Séléka, erklärte seinen Unmut über die konkrete Regierungsumbildung durch den Präsidenten.

## Aufkündigung des Waffenstillstands und erneute Offensive seit März 2013
Die Séléka zeigte sich unzufrieden über die ihren Ministerien zugestandenen Kompetenzen und die fortwährende Anwesenheit ausländischer Eingreiftruppen im Land. Die fünf Minister der Séléka begaben sich am 17. März 2013 nach Sibut und kehrten vorerst nicht in die Hauptstadt zurück. Am selben Tag stellte die Séléka ein dreitägiges Ultimatum, in dem sie unter anderem die Freilassung von gefangenen Angehörigen der Séléka forderte. Am 20. März ordnete der Präsident zwar das Ende des Ausnahmezustands, die Auflösung aller Straßensperren und die Freilassung aller politischen Gefangenen an, zu einer sofortigen Umsetzung kam es jedoch nicht. Die Séléka kündigte am selben Tag den Waffenstillstand auf und begann, wieder zu kämpfen. Am folgenden Tag nahm sie zunächst die Ortschaften Bouca und Batangafo im Norden des Landes ein. Am 22. März gelang es der Séléka, den nur etwa 70 km von der Hauptstadt entfernten Ort Damara unter ihre Kontrolle zu bringen.
Am Abend des 23. März gelangten mehrere hundert Séléka-Rebellen nach Bangui und lieferten sich Kämpfe mit Regierungstruppen. Schon einen Tag zuvor sollen mindestens 2000 Aufständische in Richtung Bangui vorgerückt sein. Bis zum Morgen des 24. März brachten Truppen der Séléka Bangui nach schweren Kämpfen weitgehend unter ihre Kontrolle, einschließlich des Präsidentenpalasts. Südafrikanische Soldaten, die an der Seite der Regierungstruppen um die Hauptstadt gekämpft hatten, wehrten Angriffe von Séléka-Verbänden neun Stunden lang unter schweren Verlusten für beide Seiten ab und stimmten schließlich einem angebotenen Waffenstillstand zu.
Präsident Bozizé befand sich zu dieser Zeit auf der Flucht nach Kamerun. Djotodia erklärte sich daraufhin zum Präsidenten und löste die Séléka auf. Viele der Rebellen verweigerten jedoch eine Entwaffnung, es kam zu schweren Plünderungen durch die nicht aufgelösten Milizen im Land.

Flagge von Dar El Kuti, dem Separatistengebiet der Seleka

Gegen die Séléka kämpfen christlich dominierte Milizen unter dem Sammelbegriff Anti-Balaka. Die Anti-Balaka Milizen sind vor allem in der Hauptstadt Bangui aktiv, bestehen mittlerweile aus 60.000–70.000 Mann und unterstützen größtenteils den ehemaligen Präsidenten François Bozizé. Die Kämpfe verlaufen sehr blutig, mit zahlreichen Toten unter den Zivilisten. Séléka und Anti-Balaka rekrutieren für den Kampf auch zahlreiche Kindersoldaten.
Am 14. Dezember 2015 rief die Séléka die Republik Dar el Kuti aus. Man wolle zuerst nur Autonomie, strebe aber für die Zukunft die  völlige Unabhängigkeit an. Die Separatistenrepublik ist international nicht offiziell anerkannt.
Die Kämpfe gehen bis heute (Stand: 2019) weiter, siehe auch Liste von Terroranschlägen in der Zentralafrikanischen Republik.